# Michael Wüstenberg
Michael Wüstenberg (Dortmund, 19 de julho de 1954) é um ministro alemão, missionário e bispo católico romano emérito de Aliwal, África do Sul.
Wüstenberg cresceu em Hamburgo-Harburg, que na época ainda pertencia à diocese de Hildesheim. Depois de frequentar a escola primária e secundária em Hamburgo, estudou filosofia e teologia na Universidade Filosófica-Teológica Sankt Georgen em Frankfurt am Main e na faculdade teológica da Universidade Albert-Ludwigs em Freiburg. Wüstenberg foi ordenado sacerdote em 5 de junho de 1982 pelo bispo Heinrich Maria Janssen em Hildesheim.
De 1982 a 1985 trabalhou como capelão em Uelzen e de 1985 a 1987 em Bremen-Grohn. De 1987 a 1992 foi pároco da paróquia de São Pedro e São Paulo em Bremen-Burglesum. Em 1992 foi para a África do Sul como sacerdote Fidei Donum, onde trabalhou como pároco em Sterkspruit e ao mesmo tempo estudou missiologia na Universidade UNISA na África do Sul. Em 2001, ele recebeu seu doutorado lá. De 2001 a 2003 foi Vigário Geral da Diocese de Aliwal e de 2003 a 2006 trabalhou no Lumko Institute (Instituto Pastoral da Conferência Episcopal da África Austral) em Joanesburgo. Desde 2006 é professor de teologia no seminário de São João Vianney em Pretória.
Papa Bento XVI nomeou Wüstenberg Bispo de Aliwal em 19 de dezembro de 2007. Foi consagrado bispo pelo Núncio Apostólico na África do Sul e Botswana, Dom James Patrick Green, em 24 de fevereiro de 2008 no Estádio Aliwal; Os co-consagradores foram o Arcebispo de Bloemfontein, Jabulani Adatus Nxumalo OMI, e seu antecessor Fritz Lobinger. Seu lema "Escarlate - branco como a neve" é escolhido com referência a Isaías 1:18: "Mesmo que seus pecados sejam vermelhos como escarlate, eles se tornarão brancos como a neve".
A 1 de setembro de 2017, o Papa Francisco aceitou sua renúncia por motivos de saúde. Wüstenberg então retornou à Alemanha e alugou um apartamento em Hildesheim. Ele agora está ativo na diocese de Hildesheim como bispo diocesano emérito. Desde dezembro de 2020, Wüstenberg é pastor diocesano do serviço de socorro maltês na Diocese de Hildesheim, à qual pertence desde a juventude e na qual trabalhou como paramédico, maquinista e oficial da cidade antes de estudar teologia.